# グラール騎士団
グラール騎士団（グラールナイツ、Goulart Knights）とは、設立10周年を迎えるランティス初のオリジナルアニメーション。

## ストーリー
世界に突如出現した謎の生物・アルコーン。
彼らによって、人類は滅亡の危機を迎えていた。強大な力を持つアルコーンを倒すことができるのは、人間の根幹である聖杯だけ。
そこで人類は、聖杯を取り出して戦うことができる能力者を世界中から集め、アルコーン討伐軍を編成した。
聖杯を武器として、アルコーンと戦う選ばれし者。それがグラール騎士団である。これは、グラール騎士団に入団したナイルを取り巻く物語。

## 登場人物

### 主要人物
ナイル
声 - 梶裕貴
身長164cm 体重50kg AB型 5月1日生
主人公。本名：ナイル・アルマース。16歳。カイロン隊の一員。寮ではホクトと同室。アルビレオらに「ポチ」といわれる。言われると「ポチってゆーな!」と反論する。わからない言葉が出てきたら「それ、食えんのか?」と聞く。食いしん坊。学園には、スカウトで入った。身長が低い事をコンプレックスに思っている。
ホクト
声 - 阿部敦
身長178cm 体重59kg A型 8月31日生
本名：蒼 北斗。17歳。カイロン隊の一員。双子の弟がいる。ナイルと同室。ナイルのことを馬鹿や騒がしいと思っている。日本出身。クールで無口。しかし毒舌家。アルビレオに「ホクト姫」と呼ばれると怒る。綺麗な顔をしているが、綺麗な顔に騙されると痛い目にあう。
アルビレオ
声 - 寺島拓篤
身長184cm 体重62kg O型 1月30日生
本名：アルビレオ・ラトナラジュ。20歳。カイロン隊の一員。オレ様系で女子生徒にもてるが、我がまま&ナルシスト。いい加減な性格だが実力がある。ナイルのことを「下僕」扱いしてる。レグルスに「変態性欲魔人」と呼ばれている。カイロン隊の中で唯一の「特待生」で、一般生徒では入れない所も入れる。
レグルス
声 - 堀江一眞
身長182cm 体重61kg B型 10月4日生
本名：レグルス・エムロード。20歳。カイロン隊の一員。成績優秀でグラール学園の生徒総監。一見まじめだが、いたずら好きと言う一面も持つ。ナイルに話しかけるとき赤ちゃん言葉で話しかける。ナイルによく悪戯をしている。戦闘時は人が変わったようになる。アルビレオに「変態二重人格」と呼ばれている。4月の零れ桜では妹シルマが登場。

### サブキャラクター
メディウス
声 - 小野大輔
身長179cm 体重59kg O型 12月25日生
本名：メディウス・マルガロン。18歳。ナイルの同級生。4月の零れ桜にて初登場。
カイロン
声 - 森川智之
身長180cm 体重64kg 6月6日生
本名：クリス・カイロン。28歳。レグルスたちが所属する隊の隊長。
スピカ
声 - 加藤英美里
ラナ
声 - 神原大地
アルコーン
声 - 坂巻学
ケンセイ
声 - 豊永利行
謎の男
声 - 森久保祥太郎
シルマ
声 - 東山奈央

## ドラマCD
- ホムンクルス騒動：2009年コミックマーケット76にて無料配布
- Quatre Saisons 10月の時計塔：2009年10月28日発売
- Quatre Saisons 1月の雪吹雪：2010年1月27日発売
- Quatre Saisons 4月の零れ桜：2010年4月21日発売
- Quatre Saisons そして7月の時計塔：2010年7月21日発売
- 復讐するは彼にあり：2010年夏コミにて限定発売

## コミック
2010年12月25日に1巻が発売決定。(DVD付き限定版と通常版の2種)
2011年06月25日に2巻が発売決定。(通常版のみ)

## アニメ
『グラール騎士団 Evoked THE Beginning Black』
2010年12月25日発売のコミック1巻の限定版に付属のOVA。翌2011年9月26日発売のG.AddictワンマンライブDVD「Sign of Addiction」にも付属（こちらはプロデューサーカット版）。
『グラール騎士団 Evoked THE Beginning White』
2011年9月26日発売のG.AddictワンマンライブDVD「Sign of Addiction」に付属。

### スタッフ
- 原作 - 実弥島巧
- キャラクター原案 - sion
- 企画 - 実弥島巧、sion / グラール・ナイツ プロジェクト
- 脚本 - 待田堂子
- キャラクターデザイン・総作画監督 - 古川英樹
- 美術監督 - 秋葉みのる（スタジオじゃっく）
- 色彩設計 - 池田のぞみ（スタジオ・イースター）
- 撮影監督 - 濱雄紀（旭プロダクション）
- 3DCGIプロデューサー - 真田竹志（旭プロダクション）
- 編集 - 後藤正浩（リアル・ティ）
- 音響監督 - 本山哲（アドエレメント）
- 録音調整 - 土屋雅紀（トンファブリーク）
- 音響効果 - 今野康之（スワラ・プロ）
- 音楽 - 加藤達也
- 音楽制作 - Lantis
- 音響制作 - addelement
- プロデューサー - 伊藤善之
- プロダクションマネージャー - 上村佳也
- 制作プロデューサー - 江里口武志
- プロデュース - 里見哲朗
- アニメーション制作 - Studio Blanc.
- 監督・絵コンテ・演出 - 園田雅裕
- 製作 - Lantis Record Co.,Ltd.

### 主題歌
- オープニングテーマ『monochrome』
- エンディングテーマ『prism』

歌 - G.Addict（梶裕貴、阿部敦、寺島拓篤、堀江一眞） / 作詞・作曲・編曲 - R・O・N

## G.Addict
G.Addict（ジー．アディクト）は、グラール騎士団のメインキャスト梶裕貴、阿部敦、寺島拓篤、堀江一眞の4人で結成された音楽ユニット。

### 経歴
- 2009年12月9日：1stミニアルバム「signal」でデビュー。
- 2010年5月26日：1stシングル「everlasting note」をリリース。
- 2010年10月6日：2ndシングル｢monochrome｣をリリース。
- 2011年2月23日：1stフルアルバム｢HIGH-END｣をリリース。

### シングル
|     | 発売日        | タイトル          | 規格品番  |
| --- | ------------- | ----------------- | --------- |
| 1st | 2010年5月26日 | everlasting note  | LACM-4723 |
| 2nd | 2010年10月6日 | monochrome／prism | LACM-4744 |

### ミニアルバム
|     | 発売日        | タイトル | 規格品番  |
| --- | ------------- | -------- | --------- |
| 1st | 2009年12月9日 | signal   | LACA-5965 |

### アルバム
|     | 発売日        | タイトル | 規格品番   |
| --- | ------------- | -------- | ---------- |
| 1st | 2011年2月23日 | HIGH-END | LACA-15105 |

## ナイルとホクトのグラール学園放送部
グラール騎士団の世界観と最新情報を伝える。ランティスウェブラジオにて2009年9月18日から2011年12月23日まで配信された。メールが採用されるとグラール学園放送部部員証が進呈される。2010年3月28日に東京国際アニメフェアで公開録音が開催された。2010年11月6日に玉川区民会館にて「2ndシングル発売記念イベント　fallin'down in G.Addict」で公開録音が開催された。音泉でも2010年11月26日から配信された。
更新日
- 毎月第2・4金曜日(ランティスウェブラジオ)
- 毎週金曜日(音泉)

パーソナリティー
- 阿部敦
- 梶裕貴

ゲスト
- 堀江一眞（第4回、第5回、第15回、第16回、第27回、第28回、第36回、第37回、第43回、第44回、第53回、第54回）
- 寺島拓篤（第6回、第7回、第15回、第16回、第27回、第28回、第36回、第37回、第43回、第44回、第53回、第54回）

コーナー
- 目撃アルコーンレポート
- いきなり聖杯召喚
- 保健室から愛を込めて
- 押忍!男道!